# Louis de Weck-Reynold

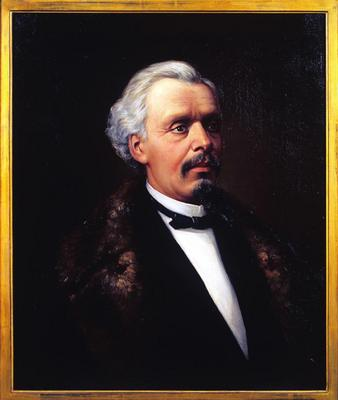
Louis de Weck-Reynold

Louis de Weck-Reynold, auch Louis François Ignace de Weck, auch Ludwig Franz Ignaz Weck (* 1. oder 5. Oktober 1823 in Freiburg; † 28. November 1880 ebenda; heimatberechtigt in Freiburg, Bösingen und Pierrafortscha), war ein Schweizer Landwirt und konservativer ultramontaner Politiker.

## Leben

### Familie
Louis de Weck-Reynold entstammte der Freiburger Patrizierfamilie Weck und war der älteste Sohn des Präfekten von Murten, Obergerichtspräsidenten, Freiburger Grossrats und Grundbesitzers François Pierre Louis Charles Sulpice de Weck (* 20. April 1785 in Freiburg; † 26. Februar 1862 ebenda) und von dessen Ehefrau Marie Françoise Rose Pauline (geb. Fontaine; * 10. Februar 1802 in Freiburg; † 17. März 1875 ebenda). Seine Mutter war die Tochter des Tuchherrn Stephan Josef Ignaz Franz Fontaine (1778–1801), und sie war eine Grossnichte des Geistlichen und Heimatforschers Charles-Aloyse Fontaine.
Er hatte noch elf Geschwister, zu seinen Brüdern gehörten der Bankier Hippolyte de Weck (1841–1929) und der Politiker Rodolphe de Weck-Bussy (1826–1861). Sein Neffe war der Schriftsteller und Historiker Gonzague de Reynold.
Sein Onkel war der Politiker Rodolphe de Weck (1784–1848), und er war ein Cousin des Politikers Charles de Weck (1837–1931) und des Fotografen Léon de Weck (1840–1904).
Louis de Weck-Reynold war seit dem 9. August 1847 mit Ottile (* 6. Juli 1824; † 22. Dezember 1888), der Tochter des Obersten und Rentiers Frédéric de Reynold (1798–1871), verheiratet; gemeinsam hatten sie elf Kinder, zu diesen gehörte unter anderem der Politiker Ernest de Weck. Sein Enkel war der spätere Bankier Philippe de Weck.
Als er im Sterben lag, übersandte ihm der Papst Leo XIII. telegrafisch den apostolischen Segen.
Er verstarb an einer Lungenentzündung.

### Werdegang
Louis de Weck-Reynold besuchte bei Meinrad Meyer (1802–1870) die Primarschule in Murten und darauf das Kollegium St. Michael in Freiburg.
Er studierte bei Jean-François-Marcellin Bussard Rechtswissenschaften an der Rechtsschule in Freiburg.
Während des Sonderbundskriegs diente er als Unterleutnant und war danach von 1848 bis 1861 als Verwalter des Landguts seiner Familie in Bonnefontaine bei Givisiez im Saanebezirk tätig.
Er war von 1854 bis 1880 im Verwaltungsrat der Hypothekarkasse und von 1861 bis zu seinem Tod Verwaltungsratspräsident der Freiburger Kantonalbank.
1858 war er im Verwaltungsrat der Genève–Versoix-Bahn (siehe Chemin de fer Genève–Versoix). Von 1861 bis 1872 war er im Verwaltungsrat und in der Direktion der Lausanne-Freiburg-Bern-Bahn und in dieser Zeit 1861 sowie von 1865 bis 1872 deren Präsident; dazu war er im Verwaltungsrat und in der Direktion der Oronbahn (siehe Chemin de fer Lausanne–Fribourg–Berne).
Von 1865 bis 1871 und von 1875 bis zu seinem Tod war er im Verwaltungs- und Oberaufsichtsrat der Compagnie de la Suisse Occidentale, den er 1866 präsidierte; 1875 wurde er Präsident der Statutenrevisionskommission und war im selben Jahr sowie 1877 Präsident der Generalversammlung.
Er wurde 1875 Vizepräsident der Simplonbahngesellschaft (siehe Compagnie du Simplon) und er war Geschäftsführer der Société de Commerce La Gruyérienne, die auf den Kauf und die Vermarktung von Käse spezialisiert war, dazu war er Sekretär der Société fribourgeoise d’agriculture.
In der Schweizer Armee erreichte er den Dienstgrad eines Majors und war 1859 Bataillonskommandant des Bataillons Nr. 118 und später des Elitebataillons 56.

### Politisches und gesellschaftliches Wirken
Louis de Weck-Reynold war 1847 Sekretär der Allgemeinen Verwaltung und der Armenpflege der Stadt Freiburg.
Nachdem der Freiburger Grosse Rat und die Regierung auf einer Konferenz der zum Bistum Lausanne gehörigen Kantone eine Neuorganisation der Diözese vorgeschlagen hatten, die den Bischof von den Regierungen abhängig gemacht hätte, erhoben die Ultramontanen am 24. Oktober 1848 einen Aufstand, worauf Truppen von Bern und Waadt den Kanton besetzten und das Volk entwaffneten. Inzwischen gründete der Freiburger Grosse Rat aus dem konfiszierten Vermögen der Klöster eine Irrenanstalt, ein Altersheim, eine Rettungsanstalt, ein Arbeitshaus und ein Kantonsspital. Dies führte in den darauffolgenden Jahren zu einem zweiten und dritten «Putsch», die jedoch scheiterten. In diesem Zusammenhang wurden sowohl Louis de Weck-Reynold als auch sein Bruder Rodolphe, sein Vater, seine Mutter und sein Schwiegervater im August 1850 verhaftet und inhaftiert. Seine Mutter und er wurden erst im November desselben Jahres entlassen.
1853 kam es zu einem vierten Aufstand, nachdem die Gesuche der Ultramontanen an die Bundesversammlung um Herstellung der Volksrechte abgewiesen worden waren (siehe Geschichte des Kantons Freiburg, Putschversuche).
Zu einer erneuten Festnahme und Inhaftierung kam es während des «Putsches» im April 1853. Anfang Mai 1853 erfolgte die Freilassung von Louis de Weck-Reynold, bis er Mitte Mai 1853 vor dem Kriegsgericht angeklagt und zu einer Haftstrafe von 18 Monaten verurteilt wurde. Aus gesundheitlichen Gründen erfolgte bereits Ende Juni 1853 seine Entlassung aus der Haft. Später wurde festgestellt, dass er mit an der Spitze der vergangenen «Putsche» gestanden habe. In einem späteren Prozess wurde er erneut angeklagt, in dem er freigesprochen wurde.
Von 1861 bis zu seinem Tod war er, als Nachfolger seines Bruders Rodolphe, im Freiburger Grossen Rat. Er gehörte dort seit 1863 der Kommission an, die gebildet worden war, um zu prüfen, ob der Staat die Eisenbahn übernehmen solle.
Er war seit 1861 im Freiburger Staatsrat (Präsident 1872, 1874, 1876/77, 1879) und sanierte als Finanzdirektor den durch den Sonderbundskrieg schwer verschuldeten Staatshaushalt, in deren Folge die Fertigstellung der Eisenbahnlinie Lausanne–Freiburg–Bern ermöglicht wurde; hierzu war er Präsident der Spezialkommission für die Eisenbahnfragen. Durch seinen Einsatz wurde das kantonale Eisenbahnnetz um die Nebenstrecken Bulle–Romont, Freiburg–Payerne–Estavayer–Yverdon und Freiburg–Murten erweitert. Er war 1864 an den Verhandlungen zum gemeinschaftlichen Betriebsvertrag zwischen der Westbahn, Oronbahn und Franco-suisse sowie um die Bahnstrecke Genf–Versoix beteiligt. 1872 führte er die Fusion der wichtigsten Westschweizer Linien zur Bahngesellschaft Suisse-Occidentale durch, zu deren Hauptaktionären der Kanton zählte. Wenige Tage vor seinem Tod wurde er für das Jahr 1881 noch zum Staatsratspräsidenten gewählt. Ihm folgte sein Cousin Charles de Weck in den Staatsrat.
Von 1863 bis 1868 sass er, als Nachfolger von Pierre-Théodule Fracheboud, im Ständerat (1872 und 1878 Präsident) und leitete dort die Finanzdirektion; er war Mitglied in der Budgetkommission sowie in der Kommission für die Revision der Bundesverfassung. In der Revisionskommission setzte er sich unter anderem für die Rechte der Jesuiten und weitere kirchliche Angelegenheiten ein, sowie dafür, dass ein Kantonsangehöriger nicht aus dem Kanton verbannt werden dürfe, weder durch Urteil noch durch administrative oder polizeiliche Verfügung. Sein Nachfolger im Ständerat wurde François-Xavier Bondallaz.
1864 war er Präsident des Organisationskomitees für das Eidgenössische Offiziersfest in Freiburg.
Seit 1866 bis zu seinem Tod war er im Nationalrat, in dem er die unter seiner Führung konsolidierte und geschlossene katholisch-konservative Fraktion präsidierte; nach seinem Tod folgte ihm Auguste Marmier in den Nationalrat und der Luzerner Philipp Anton von Segesser als Vorsitzender der katholisch-konservativen Fraktion. In Bern befasste er sich vor allem mit Angelegenheiten der Eisenbahn, so unter anderem mit der Gotthardbahn und der Compagnie du Simplon (siehe Compagnie du Simplon). Er gehörte im Nationalrat der Kommission an, die gebildet worden war, um den Grenzbereinigungsvertrag mit Österreich zu behandeln, sowie der Budgetkommission in der Sektion Militär und Justiz, der Geschäftsprüfungskommission sowie der Militärkommission und seit 1879 der Todesstrafe-Kommission.
Seit 1870 war er die bestimmende Persönlichkeit des konservativen Freiburger Regimes; er versuchte auch den ultramontanen katholischen Flügel mit den Liberal-Konservativen zu versöhnen; die Liberal-Konservativen näherten sich jedoch nach seinem Tod den Radikalen an.
1876 wurde er Präsident des kantonalen Komitees, das gebildet worden war, um Spenden für die Geschädigten der heftigen Unwetter des Sommers zu sammeln; Ehrenpräsident war Bischof Étienne Marilley.
Er verlor 1878 die Wahl zum Bundesrat gegen Simeon Bavier.
Im Rahmen der Gotthardbahnsubventionsfrage machte Louis de Weck-Reynold im Nationalrat den Vorschlag eines Subventionssystems, bei dem der Bund die Gotthard-Kantone subventionierte, worauf diese die Gotthardbahnsubvention übernehmen sollten. Der Vorschlag drohte zu scheitern, weil die Kantone die verlangten Garantien nicht leisten konnten. Der Nationalrat beschloss jedoch, den Antrag von Louis de Weck-Reynold zu bewilligen, sodass die betroffenen Kantone ihren Beitrag zur Verfügung stellen mussten. Später erweiterte er seinen Vorschlag, indem er anregte, auch die Kantone zu subventionieren, die sich finanziell am Eisenbahnbetrieb über die anderen Alpenpässe beteiligten; der Vorschlag wurde jedoch abgelehnt. Er galt später als der Vater des Gotthardkompromisses, der die Fertigstellung des Gotthardtunnels erst ermöglichte.
1879 unterstützte er die Ernennung von Christophore Cosandey zum Bischof von Lausanne.

## Mitgliedschaften
- Louis de Weck-Reynold war Mitglied und Sekretär der Société d’agriculture de la Suisse romande[89].
- 1863 wurde er Mitglied des Vereins zur Hebung der Alpenwirtschaft.[90]

## Ehrungen und Auszeichnungen
- In Freiburg wurde die Avenue Louis-Weck-Reynold nach Louis de Weck-Reynold benannt.

## Schriften (Auswahl)
- Discours prononcé par M. Weck-Reynold directeur des finances. Freiburg, 1870 (Digitalisat).